# ディーター・ヴェラースホフ
ディーター・ヴェラースホフ（独: Dieter Wellershoff, 1933年3月16日-2005年7月16日）は、ドイツ海軍の軍人。最終階級は海軍大将。1986年から1991年まで、第9代連邦軍総監を務めた。

## 経歴
ドルトムントに生まれる。クレーフェルトのギムナジウムを卒業後、1953年の冬学期からアーヘン工科大学で機械工学を学ぶ。1957年に学業を中断して1957年4月にドイツ連邦軍海軍に入営し、士官養成教育を受ける。1960年から1964年まで掃海艇で見張り士官や艇長を務め、海軍局参事を経て駆逐艦「シュレスヴィヒ＝ホルシュタイン」の作戦士官となる。1967年から翌年まで、連邦軍統帥学校で参謀教育を受け、首席で卒業。海軍参謀局付となる。1971年から1973年まで駆逐艦「ヘッセン」艦長を務め、艦隊作戦参謀を経てヴィルヘルムスハーフェンの掃海艇群司令官に就任。1977年、海軍参謀局装備部長に就任。1981年から1984年まで、ハンブルクの連邦軍指揮幕僚大学校長を務める。1985年4月、海軍総監に就任。
1986年4月、海軍大将に昇進したヴェラースホフは、第9代連邦軍総監に就任した。ヴェラースホフはドイツ国防軍に所属した経験が無い初の連邦軍総監であった。その在任中にドイツ再統一があり、西ドイツのドイツ連邦軍と東ドイツの国家人民軍の統合という例のない事業に取り組んだ。この事業はスムーズに進み、ヴェラースホフの最大の功績と見なされている。
1991年の同職退任後は、1992年から1995年まで、新設の連邦安全保障政策大学の校長を務めた。ノルトライン＝ヴェストファーレン州オイスキルヒェンで死去した。妻との間に三児があった。